# Сакбаев, Сафидулла Калмагамбетович
Сакбаев Сафидулла Калмагамбетович  (каз. Сақбаев Сафидулла Қалмағамбетұлы (лето 1907 года (по документам — 1 января 1910), полукочевой аул № 15, Актюбинский уезд, Тургайская область, Российская империя (ныне Мугалжарский район, Актюбинская область, Казахстан) — январь  1993 года, Алматы, Казахстан) — советский государственный, партийный и хозяйственный деятель, заслуженный юрист Казахской ССР, майор юстиции,  депутат, председатель постоянной сессии Верховного Суда КазССР по Целинному Краю, председатель Целинного Краевого Суда, член Верховного Суда Казахской ССР, член Верховного Суда, судья Верховного Суда КазССР, член Президиума Верховного Суда, депутат Краевого Совета II и III созывов, председатель Алма-Атинского облсуда, Депутат Алма-Атинского облсовета депутатов трудящихся V и VI созывов, депутат VII съезда Компартии Казахстана, председатель специального состава, председатель Карагандинского областного суда, председатель ВТ КарЖд, Почётный железнодорожник, член общества «Знание», ревизор Комиссариата (Министерства) юстиции, директор и преподаватель юридической школы, юрист, участник Великой Отечественной войны,  участник Жиздринской операции.
С 1939 года по 1942 год стал членом Верховного Суда КазССР г.Алма-Аты.
В 1942 году являлся председателем Карагандинского областного суда.
С 1948 года по 1953 год является Председателем линейного суда Карагандинской железной дороги и Турксиба.
С 1953 года по 1957 год является Председателем Алма-Атинского областного суда, рассматривал уголовные и гражданские дела по городу Алма-Аты, а также функции по организационному руководству судами области. Депутатом Алма-Атинского областного совета депутатов трудящихся V и VI созывов. Депутат VII съезда Компартии Казахстана.
С 1957 года по 1961 год является членом Верховного суда, секретарь партийной организации Верховного суда.
С 1961 года по 1965 год работает в Целинном краю. Первый и единственный председатель постоянной сессии Верховного суда КазССР по Целинному краю, затем председатель Целинного краевого суда. Избирался членом Крайкома КПК, депутатом Краевого Совета II и III созывов.
С 1965 года по 1974 год является членом Верховного Суда Казахской ССР, судья Верховного Суда Казахской ССР, член Президиума Верховного суда, председатель специального состава, начальник отдела жалоб.

## Биография
Сакбаев Сафидулла Калмагамбетович родился летом 1907 года в семье крестьянина-бедняка, в полукочевом ауле № 15 (совхоз Жанажол) Актюбинского уезда, Тургайской области, Российской империи (ныне Мугалжарский район, Актюбинская область, Казахстан). Казах по национальности. Происходит из племени Жетыру, из рода Тама.

## Молодость
С 1925 года состоит в рядах комсомола.
В 1927 году работал секретарем аулсовета.
Будучи студентом «Казкрайкооптехникума» Сакбаев Сафидулла Калмагамбетович  в составе комотряда в 1930г. принял активное участие в подавлении басмачества, орудовавших в песках Кзыл-Кумов и Каракумов.
После техникума работа в системе кооперации.
С 1930 года по 1936 год по путевке райкома комсомола Сафидулла Калмагамбетович работал в «Машинно-Тракторной Станции» (МТС).
С 1931 года является членом союза суда и прокуратуры.
С 1933 года являлся заведующим Темирским райсоюзом пушнины.
С 1934 года был инструктором-массовиком Кунжарской МТС поселка Михайловская, Акюбинской области. Был председателем одного из отстающих колхозов (аул № 9) «Аще-Кудук»  Темирского района.
За хорошие показатели в полеводстве и животноводстве, за перевыполнение плана по сдаче зерна государству был премирован Наркомземом Союза ССР и Наркомвемом КАССР.

## Образование
Учился в русской школе в г.Темире.
В 1929 году учился в Казахском краевом кооперативном техникуме (Казкрайкооптехникуме) в г.Кзыл-Орде.
В 1936 году по рекомендации обкома партии и комсомола направлен на учёбу в республиканскую юридическую школу, став студентом «1-годичной юридической школы НКЮ КазССР» г.Алма-Аты.
Учился заочно в высшей правовой Академии в Москве (до её реорганизации), а впоследствии окончил Алма-Атинский Государственный юридический институт (АГЮИ).
В 1952 году окончил вечерний университет Марксизма-Ленинизма (УМЛ) при Алма-Атинском горкоме КПК.
В 1956 году окончил высшие (юридические) курсы усовершенствования юристов в Москве.

## Трудовая Деятельность
С 1937 года по 1938 год работал инспектором-ревизором отдела судебной защиты НКЮ КазССР.
В 1938 году работал в аппарате НКЮ СССР: являлся председателем президиума Алма-Атинской юридической коллегии, начальник отдела судебной защиты НКЮ КазССР. С 1938 года по 1939 год работал директором «2-годичной юридической школы НКЮ КССР» г.Алма-Аты.
За лучшую постановку учебно-воспитательной работы в юридической школе и подготовке юридических кадров приказом НКЮ СССР была объявлена благодарность и премия.
С 1939 года по 1942 год стал членом Верховного Суда КазССР г.Алма-Аты.
В 1942 году являлся председателем Карагандинского областного суда.

## Семья
Отец Қалмағамбет Сақбайұлы. Родные братья: старший Мударис (1896), Муфтак. Сестра Рахила.
Красноармеец Сакбаев Мударис служил в 781-м стрелковом полку 124-й стрелковой дивизии (II-формирования) 38-й армии (I-формирования) Юго-Западного фронта (I-формирования). Участвовал в Харьковской операции (Барвенковский (Харьковский) котел). 12 марта 1942 года дивизия освободила и заняла село Молодовая. 12-13 мая утром во время наступления воинской части, 781-й стрелковый полк 124-й сд начал форсирование реки Большая Бабка, после выполнения задачи по захвату, удерживали оборонительный рубеж на занятых высотах по направлению Рогань и Каменная Яруга совместно с 133-й танковой бригадой и др. полком дивизии. В дальнейшем боевой порядок 124-й стрелковой дивизии подвергался неоднократным бомбардировкам авиации. Удерживая позиции, в течение всего дня (13 мая) части вели ожесточенный бой с танками противника и в с. Песчаное не пустили. Был убит фашистами 12 (13) мая в 1942 году. Был похоронен в братской могиле в селе Молодовая (Старосалтовская поселковая община, Волчанский район, Харьковская область, Украина). Сыновья Мудариса: Сарсенгали (1926) и Курмангали Калмагамбетовы.
Военнослужащий Калмагамбетов Сарсенгали был призван в армию в декабре 1944 года. Проходил службу в военно-пересыльном пункте (ВПП): 92-м запасном стрелковом полу 13-й отдельной запасной стрелковой бригады Южно-Уральский военный округ. 92 зсп дислоцировался в районном поселке Акбулак, Чкаловской области (ныне Оренбургской области), а управление бригад располагалось в областном центре. Выбыл в июне 1945 года в «412-й полк НКВД». После военной службы осуществлял деятельность в Правоохранительных органах КазССР. Закончил службу в звании старшего офицера.
Сакбаев Сафидулла Калмагамбетович имеет четверых детей.
Старший сын Сакбаев Сержан (1941г.), дочь Сакбаева Анюза (1944г.), сын Сакбаев Ержан (1946г.), дочь Сакбаева Сапура (1950г.)
Сакбаев Сержан Сафидуллаевич – Мастер спорта СССР по вольной борьбе (1966г.), Заслуженный тренер КазССР по вольной борьбе(1990г.), Многократный чемпион КазССР, Многократный чемпион первенства Средней Азии, Казахстана, Азербайджана, становился призёром профсоюзного первенства страны. Является учеником Петра Филипповича Матущака (Один из первых наборов групп). В 1970-х годах в течение 5 лет был командирован в составе тренерской делегации в Республику Куба в качестве тренера для обучения национальной сборной вольной борьбе.  Должен был поехать с делегацией на Летние Олимпийские игры 1980г. Закончив выступления на ковре, работал тренером, руководил спортивными организациями г. Алма-Аты, председатель Мангистауского областного комитета по спорту и физической культуре, в Госкомспорте, в 1992г. работал заместителем начальника управления подготовки спортивного резерва и спортивной подготовки республиканского профсоюзного спортивного общества, зам. директор по спортивной работе в РГКП Республиканском колледже спорта г. Алматы.
Сакбаев Ержан Сафидуллаевич – Мастер спорта СССР по вольной борьбе.
Сват Амангельдиев Рамазан — старший сын легендарного казахского батыра Амангельды Иманова, писатель, журналист, член ЦК ЛКСМ Казахстана, участник Великой Отечественной войны, красноармеец (рядовой автоматчик), участник битвы за Москву (убил в неравном бою 13 фашистов). Ответственный редактор республиканского художественно-литературного журнала «Пионер».

## Великая Отечественная война
В ряды РККА был призван Акмолинским городским военным комиссариатом в июне 1942 года, в звании Военного юриста.
Великую Отечественную войну гвардии старший лейтенант юстиции товарищ Сакбаев Сафидулла Калмагамбетович встретил в боевых частях 6-й стрелковой роты 2-го батальона 33 гвардейского стрелкового полка 11 гвардейской стрелковой дивизии в составе 16-й армии Западного фронта  в районе южнее реки Жиздра на рубеже Гретня, Восты Ульяновского района Калужской области в должности заместителя командира роты по политической части.
Гвардии старший лейтенант юстиции Сакбаев Сафидулла Калмагамбетович  за время нахождения части в обороне у р. Жиздра в районе г. Козельск и железнодорожной станции Сухиничи уничтожил лично 12 немцев в период с ноября 1942 года по февраль 1943 года.
15 февраля 1943 года при огневом налете на позиции части гв.ст. лейтенант Сакбаев был легко ранен осколками мины в левую ногу, но несмотря на ранение остался в строю, получив первую помощь в санчасти.
25 февраля 1943 года, выполняя приказ командования, овладеть железнодорожным полотном Брянского направления гвардии ст. лейтенант Сакбаев Сафидулла был тяжело ранен в левую руку и контужен.
После ранения был доставлен в сортировочно-эвакуационный госпиталь (СЭГ) № 290, который на тот момент находился в Москве на территории эвакуированного госпиталя. Теперь здесь находится «Главный военный клинический госпиталь имени Н. Н. Бурденко». Признан врачебной комиссией ограниченно годным по 2 степени приказ НКО.
После ранения и выписки с фронта со второго или третьего квартала  1943 года служил на благо Родине в органах «НКЮ» до преобразования в 1946 году в Министерство юстиции СССР.
С 1944 года по 1945 год гв. ст. лейтенант Сакбаев Сафидулла Калмагамбетович повышен в звании до капитана юстиции.
Поощрялся командованием 33-го гвардейского стрелкового полка 11-й гвардейской стрелковой дивизии – за образцовую постановку политработы в части.
За боевые заслуги награждён орденами «Отечественной войны I –й и II-й степени», «Красной звезды» и медалями.
Завершил воинскую службу в рядах РККА 24 мая 1948 года в звании майора юстиции.

## Послевоенная трудовая деятельность
С 1948 года по 1953 год является Председателем линейного суда Карагандинской железной дороги и Турксиба.
За активную помощь железнодорожному транспорту в укреплении трудовой и общественной дисциплины приказом Наркома путем сообщений награждён значком «Почетный железнодорожник».
С 1953 года по 1957 год является Председателем Алма-Атинского областного суда. В связи с упразднением Алма-Атинского городского суда, Алма-Атинский областной суд рассматривал уголовные и гражданские дела по городу Алма-Аты. Указом Президиума Верховного Совета СССР от 4 августа 1956 года Управление юстиции при Алма-Атинском облисполкоме было упразднено, функции по организационному руководству судами области были переданы Алма-Атинскому областному суду. С 1939 года в связи с упразднением Алма-Атинского городского суда, Алма-Атинский областной суд рассматривал уголовные и гражданские дела по городу Алма-Аты в пределах своей компетенции. Избирался членом ревизионной комиссии городского комитета КПСС, членом областного комитета КПСС партии, депутатом Алма-Атинского областного совета депутатов трудящихся V и VI созывов. Депутат VII съезда Компартии Казахстана.
С 1957 года по 1961 год является членом Верховного суда, секретарь партийной организации Верховного суда.
С 1965 года по 1974 год является членом Верховного Суда Казахской ССР, судья Верховного Суда Казахской ССР, член Президиума Верховного суда, председатель специального состава, начальник отдела жалоб.
В справке Акмолинского областного архива указано, что за хорошую работу в судебной системе Сафидулла Калмагамбетович поощрялся органами Наркомата юстиции.
После ухода на пенсию, с 1974 года по 1985 год  работал членом городской коллегии адвокатов, членом партийного бюро юридической консультации Советского района, уволился в 1985 году в связи с уходом на отдых.

## Целинный край
С 1961 года по 1965 год работает в Целинном краю. Первый и единственный председатель постоянной сессии Верховного суда КазССР по Целинному краю, затем председатель Целинного краевого суда. Избирался членом Крайкома КПК, депутатом Краевого Совета II и III созывов.
Хрущев создал Целинный Край как административное образование, которое имело прямое подчинение Москве, миную Алма-Ату. По заданию партии правительства участвовал в поднятии и освоении целинного края. О выполнении поставленных задач лично отчитывался  Москве. Освоение Целинного Края имело статус всесоюзного значения.

## Научно-литературная деятельность
Сакбаев Сафидулла Калмагамбетович за период работы (более 45 лет) в органах суда и юстиции, будучи членом общества «Знание», в порядке правой пропаганды было более 40 выступлений на страницах областных, республиканских газет и журналов на правовые темы о задачах соблюдения законности, не считая проведенных бесед и докладов на эти темы в коллективах перед общественностью.

## Награды
- Присвоено звание и Знак «Заслуженный юрист Казахской ССР»
- Почетная грамота Президиума Верховного Совета Казахской ССР (трижды награждён) (1961-1970 гг.)
- Почётный железнодорожник (1953 г.)
- Орден Отечественной войны 1 степени (06.04.1985 г.)
- Орден Отечественной войны 2 степени (06.11.1945 г.)
- Орден Красной Звезды
- Медаль «За освоение целинных земель»
- И др.

## Воинские звания
- Заместитель  командира  по политической части (Замполит)  (1942-1943 гг.)
- Политический руководитель (Политрук) (1942-1943 гг.)
- Военный-юрист (до постановления ГКО СССР № 2822 от 04.02.1943 г.)
- Гвардии старший лейтенант юстиции (после постановления) (1942-1943 гг.)
- Капитан юстиции (1944-1945 гг.)
- Майор юстиции (1948 г.)

## Память
- В Акмолинском областном суде, создан музей истории судебной системы области. Стенд в музее посвящен жизни и деятельности Сакбаева Сафидуллы Калмагамбетовича в судебно-правовой системе и министерстве юстиции[5].
- Книга «1941-1945 Книга Памяти Акмолинской Области» посвящена героям-акмолинцам. В Книгу Памяти вошли имена судей-фронтовиков Акмолинского региона. На страницах описывается биография и деятельность в годы службы Сакбаева С.К. В 1941 году они ушли на фронт и после войны вернулись к судейской работе, а кто-то стал судьей только после войны, многие же не вернулись с войны[6].
- Со слов второго председателя Алматинской городской коллегии адвокатов Жакупова Б.А. давшим интервью юридическому журналу «Адвокаты Алматы» за 2013 год, Сакбаев С.К. был одним из ярчайших представителей юристов того времени, за свой полувековой период работы внес весомый вклад в развитие и становление органов юстиции Казахстана.
- Упоминается в юридических журналах и газетах Казахстана.